# スロボダン・コムリェノヴィッチ
- スロボダン・コムリエノビッチ

スロボダン・コムリェノヴィッチ（セルビア語: Слободан Комљеновић, ラテン文字転写: Slobodan Komljenović、1971年1月2日 - ）は、ドイツ）、フランクフルト出身の元サッカー選手。現役時のポジションはDF。

## 経歴
ユーゴスラビア代表では通算22試合に出場、3得点を挙げた。1998年、ワールドカップフランス大会ではグループリーグのアメリカ戦で決勝点を、決勝トーナメントのオランダ戦でも1ゴールを挙げたが敗戦した。UEFA EURO 2000でも3試合に出場、グループリーグのスペイン戦で1ゴールを挙げている。

## 代表歴

### 出場大会
- ユーゴスラビア代表
  - 1998 FIFAワールドカップ (ベスト16)

### 試合数
- 国際Aマッチ 22試合 3得点（1994年-2000年）[3]

| ユーゴスラビア代表 | 国際Aマッチ | 国際Aマッチ |
| 年                 | 出場        | 得点        |
| ------------------ | ----------- | ----------- |
| 1994               | 2           | 0           |
| 1995               | 1           | 0           |
| 1996               | 0           | 0           |
| 1997               | 0           | 0           |
| 1998               | 11          | 2           |
| 1999               | 2           | 0           |
| 2000               | 6           | 1           |
| 通算               | 22          | 3           |